# Manskopf
Manskopf ist der Name einer Familie in Frankfurt am Main. Die Manskopfs betrieben im 19. Jahrhundert einige der bedeutendsten Weinhandlungen, von denen eine bis heute besteht. Durch das erfolgreiche Geschäft verfügte die Familie über ein hohes Vermögen. Im gesellschaftlichen Leben der Stadt fielen sie vor allem durch ihre festlichen Empfänge, aber auch als Stifter und Mäzene auf.

## Geschichte
Die Familie stammte aus Siegen, wo Johann Manskopf (1667–1743) Bürgermeister war. Sein Sohn Wilhelm Heinrich Manskopf (1704–1772) trat 1728 in das Handelshaus von Johann Georg Leerse als Kaufmannsgehilfe ein. 1740 übernahm er dessen Handel mit Manufakturwaren aus englischer Produktion. 1743 heiratete er Johanna Maria de Neufville aus der einflussreichen reformierten Familie de Neufville. Durch diese Heirat erhielt er Zugang zu den ersten Kreisen der Frankfurter Gesellschaft. Er hatte drei Söhne, Johann Heinrich (1749–1804), Johann Nikolaus (1749–1810) und Jakob Wilhelm (1751–1815), die sich durch Heirat mit der Familie Gontard-Sarasin verbanden.
Johann Nikolaus erwarb 1774 das Haus Lichtenstein auf dem Römerberg. Auf einem Ball im Haus Lichtenstein lernten sich am 14. März 1793 der preußische Kronprinz Friedrich Wilhelm III. von Preußen und die Prinzessin Luise von Mecklenburg-Strelitz kennen. 1795 gründete Johann Nikolaus eine eigene Weinhandlung, die im 19. Jahrhundert unter dem Namen Manskopf-Sarasin eines der führenden europäischen Weinhandelshäuser wurde. Das Unternehmen besaß zeitweise Filialen in Amsterdam, Kopenhagen, Liverpool, London, Manchester, Moskau und Stockholm sowie in Amerika (Baltimore, New Orleans, New York) und Asien (Batavia, Bombay und Kalkutta). Bei seinem Tod 1810 hinterließ Johann Nikolaus ein Vermögen von 265.000 Reichstalern. Das Haus Manskopf-Sarasin bestand noch über drei Generationen und wurde erst 1902 nach dem Tod von Jacob Nicolaus Alexander Manskopf (1837–1902) von seinen Urenkeln liquidiert.
Friedrich Nicolas Manskopf (1869–1928), der Sohn von Weinhändler Jacob Nicolaus Alexander Manskopf, war ein leidenschaftlicher Sammler von Musikalien, Originalmanuskripten und Devotionalien aus der Musikwelt. Er gründete damit das Musikhistorische Museum in seinem Elternhaus am Untermainkai 54. Nach seinem Tod 1928 fiel die Sammlung an die Stadt Frankfurt. Die Sammlung überstand die Luftangriffe auf Frankfurt am Main des Zweiten Weltkriegs weitgehend unbeschädigt und wurde nach 1945 als Sammlung Manskopf Teil der Universitätsbibliothek Johann Christian Senckenberg. Nach Manskopf ist eine Frankfurter Straße in der Kuhwaldsiedlung in Frankfurt-Bockenheim benannt.
Eine weitere Weinhandlung, das noch heute bestehende Haus Manskopf & Söhne, gründete 1875 Wilhelm Manskopf (1812–1891), der Bruder von Jacob Nicolaus Alexander Manskopf, zusammen mit seinen Söhnen Gustav (1841–1900), Robert und Wilhelm (1845–1921). Gustav Manskopf stiftete seiner Vaterstadt 1887 die Renovierung des Gerechtigkeitsbrunnens auf dem Römerberg mit einer neuen Statue der Justitia in Bronze, 1889 den 13 Meter hohen Manskopfschen Uhrturm an der Kreuzung Kaiserstraße/Taunusanlage (1926 als Verkehrshindernis beseitigt) sowie den 1904 im Römerhöfchen aufgestellten Hercules-Brunnen.

## Mit der Familie Manskopf verknüpft
- Anton Kirchner als Hauslehrer der Familie
- Haus Lichtenstein als Wohnhaus der Familie
- Der Gerechtigkeitsbrunnen am Römer